# Messe Magdeburg

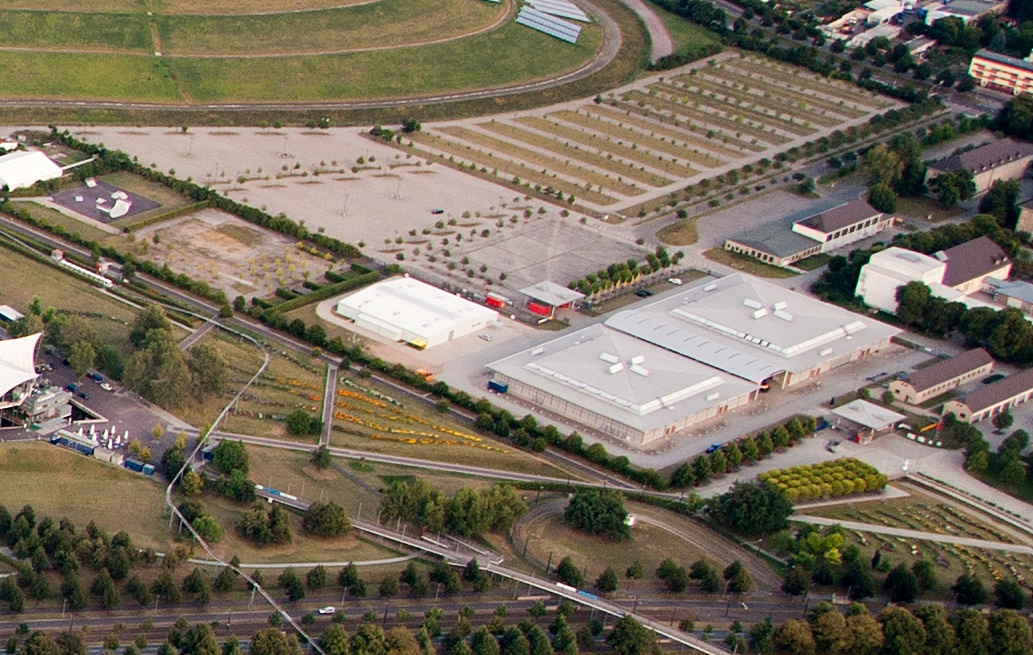
Blick auf die Messehallen Magdeburg

Die Messe Magdeburg umfasst das Messegelände der Landeshauptstadt Magdeburg, Sachsen-Anhalt. Betrieben wird sie durch die Messe- und Veranstaltungsgesellschaft Magdeburg GmbH (MVGM). Mit einer Fläche von 12.000 m² ist sie das größte Messegelände der Region.

## Geschichte
In Magdeburg lassen sich Messeveranstaltungen bis auf die Anfänge der Stadt zurückverfolgen. Sie fanden auf dem kleinen Handelsgebiet an der Furt statt. Durch die Industrialisierung wuchs die Stadt an und es wurde ein überregionales Kommunikationszentrum benötigt. Auf dem Gelände der Rotehorninsel entstand bis 1922 ein Messe- und Ausstellungszentrum. Erfolgreichste Ausstellung war die Internationale Theaterausstellung 1927 für die auch extra das Ensemble der Stadthalle Magdeburg und des Aussichtsturms geschaffen wurden. Durch die Zerstörungen im Zweiten Weltkrieg wurde das Gelände aber größtenteils zerstört.
Anlässlich der Bundesgartenschau 1999 wurde im Elbauenpark im April 1999 die Messe Magdeburg eingeweiht. Der Baustil richtet sich an den schlichten Baustil Heinrich Tessenows mit Holz, Stahl und Glas.

## Messegelände
Das Messegelände ist ein insgesamt 12.000 m² großes Gelände am Rande des Elbauenparks. Sie besteht aus drei Hallen, zwei großen, nebeneinander liegenden Hallen (jeweils 3000 m²), verbunden durch eine überdachte Freifläche, und einer kleineren Halle (2000 m²). Der großzügige Parkplatz befindet sich direkt an der Messe und bietet Platz für rund 1600 Fahrzeuge. Der Fahrradparkplatz in Anlehnbügelbauform vor dem Eingang fasst etwa 50 Räder. Weitere Fahrradabstellmöglichkeiten gibt es an den umgebenden Zäunen und Pfosten sowie mit etwas Fußweg an den Eingängen zum Elbauenpark.

## Nutzung
Die Messe Magdeburg ist eine Mischung aus Ausstellungs- und Tagungszentrum. Hauptsächliche Nutzung der Hallen sind diverse Ausstellungen, Kongresse, Tagungen und Konferenzen. Sie werden aber auch für andere Veranstaltungen genutzt, zum Beispiel Bälle, Konzerte und Diskotheken.
Jährliche in Magdeburg stattfindende Messen chronologisch geordnet:
- DaWanda – handgemacht Magdeburg – handgefertigte Einzelstücke (Designerstücke, Schmuck, Mode, Accessoires)
- Gartenträume Magdeburg – Ausstellung für Garten- und Landschaftsbau, Gartenbedarf und Blumen
- Landes-Bau-Ausstellung Sachsen-Anhalt (LBA) – Informationen, Produkte, Dienstleistungen und Trends zu Neubau, Umbau und Ausbau, regenerative Energien und Wohnen
- Magdeboot – neue und gebrauchte Boote, Zubehör und Wassersport
- RoboCup German Open – internationaler Roboterwettbewerb
- Tierwelt Magdeburg – Haustiermesse
- Magdeburger Gesundheitstage – Vorbeuge, Vorsorge und Gesunderhaltung
- Tattpp Expo Magdeburg – Tattoomesse mit Show
- Esoterik-Tage Magdeburg – Esoterikmesse mit Produkten, Beratung und Dienstleistungen
- Haus+Hof – Produkte und Dienstleistungen aus den Bereichen Immobilie, Haus, Ausbau, Umbau und Sanierung
- Herbstgeflüster – Garten, Hobby, Wellness und Innengestaltung
- Perspektiven – Messe für Bildung und Berufsorientierung
- Firmen-Kontakt-Messe Magdeburg – Studenten der Universität Magdeburg informieren sich über zukünftige Arbeitgeber
- Magdeburger Meeresangeltage – Tipps, Trends und Zubehör rund um die Themen Meeresangeln und Angelgeräte
- Wissenswerte – Forum für Wissenschaftsjournalismus
- Air Magdeburg – Internationale Messe für Luftsport, Privat- und Geschäftsluftfahrt
- Azubi- & Studientage Magdeburg – Messe für Bildung und Karriere
- Eleganz – Hochzeitsmesse
- Esoterik- und Naturheiltage Magdeburg – Körper-, Geist- und Seelenbezogene Messe
- HochzeitsWelt Magdeburg – Hochzeitsmesse
- Kickstart Magdeburg – Berufsorientierungsmesse in naturwissenschaftlichen und technischen Berufen
- Magdeburger Oldtimer- und Teilemarkt – Oldtimermesse mit originalen Ersatzteilen, Werkzeugen und Zubehör
- Modellbahnbörse Magdeburg – Modelleisenbahnmesse
- Motorräder & Roller (MR) – Messe für Motorrad, Roller und Zubehör
- rad/outdood/sport Magdeburg – sportlich-aktive Freizeitgestaltung
- Terraxotica-Germany Magdeburg – Reptilienbörse
- Tourisma & Caravaning – Landesfachausstellung für Reise und Freizeit

## Lage
Das Gelände der Messe Magdeburg liegt in der Tessenowstraße nahe der Jerichower Straße (B 1). Angebunden an den ÖPNV ist sie über die Straßenbahnlinien 5 und 6 sowie über die Buslinie 51 (Haltestelle: Messegelände/Elbauenpark).
In der Nähe der Messe befinden sich der Elbauenpark, der Herrenkrugpark, Erlebnisbad Nemo und die Fachhochschule Magdeburg-Stendal.